# 议案 (美国国会)
美国国会议案（英語：Bill）是指美国国会中被众议院或参议院审议的立法提案。两院的任何议员都可以提出议案。国会批准一项议案后，其将送交美国总统审议，当总统签署议案后，其即成为具有效力的國會法。